# 58 Geminorum
58 Geminorum är en vit stjärna i huvudserien i stjärnbilden Tvillingarna.
58 Geminorum har visuell magnitud +6,17 och är svagt synlig för blotta ögat vid god seeing. Den befinner sig på ett avstånd av ungefär 285 ljusår.